# Ageratina miquihuana
Ageratina miquihuana là một loài thực vật có hoa trong họ Cúc. Loài này được (B.L.Turner) R.M.King & H.Rob. mô tả khoa học đầu tiên năm 1977.